# Edward J. Smith
Edward John Smith, britanski mornar, pomorščak, častnik in kapitan * 27. januar 1850, Hanley, Stafforshide, Združeno Kraljestvo † 15. april 1912, Severni Atlantik. 
Edward Smith je bil kapitan na številnih ladjah družbe White Star Line. Leta 1912 je bil kapitan Titanica in je na ladji tudi umrl, ko je ladja potonila na svoji krstni plovbi.
Smith je šolo zapustil zgodaj, da bi se pridružil britanski trgovski mornarici. Po zaslugi mojstrske vozovnice je dobil službo v prestižni britanski družbi White Star Line. Hitro je končal diplomiranje in začel delati leta 1887. Prva ladja na kateri je poveljeval je bila SS Republic. Bil je tudi kapitan Majestica, na katerem je poveljeval devet let. 
Leta 1904 je Smith postal najstarejši kapitan družbe White Star Line. Uspešno je poveljeval na Balticu, Adriaticu in Olympicu. Aprila 1912 je poveljeval na Titanicu, ko je odplul na svojo krstno plovbo v ZDA. Med plovbo je ladja v severnem Atlantiku trčila v ledeno goro in v dveh urah potonila; več, kot 1500 ljudi je umrlo v nesreči, med njimi je bil tudi Smith, ki je potonil skupaj z ladjo. Njegovega trupla niso nikoli našli.

## Zgodnje in zasebno življenje
Edward John Smith se je rodil 27. januarja 1850 v ulici Well, Hanley, Staffordshire v Angliji, očetu Edwardu Smithu in materi Catherine Hancock. Smith je obiskoval britansko šolo Etruria do 13. leta, ko je zapustil šolo. Leta 1867, ko je bil star 17 let je odšel v Liverpool po poti svojega polbrata Josepha Hancocka, ki je bil kapitan na ladjah z jadri. Smith se je o pomorstvu začel učiti pri senatorju Weberju, ki je bil v lasti Liverpoolovega podjetja Gibson & Co. 13. januarja 1887 se je Smith poročil z ženo Sarah Eleanor Pennington v cerkvi svetega Oswalda, Winwick, Lancashire. Njuna hči Helen Melville Smith se je rodila 2. aprila 1898 v mestu Waterloo v Liverpoolu. Družina je živela v hiši z rdečimi opekami, imenovanimi "Woodhead", na ulici Winn Road, Highfield, Southampton, Hampshire.

## Kariera

### Manjša poveljstva
Edward Smith se je družbi White Star Line pridružil marca 1880, kot četrti častnik na SS Celticu. Služil je, kot častnik na oceanskih prevozih v Avstralijo in New York od koder je dobil status. Leta 1887 je prvič postal kapitan, poveljeval je na RMS Republicu. Od leta 1904 je začel poveljevati tudi na večjih ladjah, ko je postal najstarejši kapitan družbe White Star Line. 

### Večja poveljstva
Smith je na Mayesticu poveljeval devet let. Ko se je leta 1899 začela druga burska vojna, je bil Mayestic najet za prevoz vojakov v kolonijo. Smith je opravil dva potovanja v Južno Afriko, oboje brez incidentov, leta 1903 pa mu je kralj Edward VII podelil ladijsko medaljo in napisal na zaponko "Južna Afrika". Smith je veljal za "varnega kapitana". 
Smith je celo znan, kot "kapitan milijonarjev". Od leta 1904 je poveljeval na najnovejših ladjah družbe White Star Line. Leta 1904 je poveljeval na takrat največji ladji na svetu - SS Baltic. Njeno krstno potovanje na katero se je odpravila 29. junija 1904 iz Liverpoola v New York, je minilo brez incidentov. Po treh letih poveljevanja na Balticu je Smith ponovno poveljeval takrat novi največji ladji na svetu - SS Jadran. Smith je med poveljevanjem na Jadranu prejel veliko odlikovanj častnikov. 
Kot eden najbolj izkušenih morskih kapitan je bil Smith pozvan, da prvi poveljuje na novi in prvi ladji razreda Olympic ter hkrati takrat največji ladji na svetu - RMS Olympic. Krstna plovba iz Southamptona v New York je bila uspešno opravljena 21. junija 1911, a ko je ladja plula do pomola v pristanišču, se je zgodil manjši incident. Ko je 20 vlačilcev pomagalo Olympicu do newyorškega pomola št. 59, je Olympic zavil ostro v desno in trup je skoraj stisnil v pomol en vlačilec, ki je plul na desni strani Olympicove krme.

### Trk z HMS Hawke
20. septembra 1911 je Olympic v bližini otoka Wight trčil v vojaško ladjo HMS Hawke, to je bila njegova prva nesreča. Čeprav je voda poplavila dva neprepustna predelka in polovico tretjega, je Olympic kljub poškodovanemu propelerju uspel doseči pristanišče v Southamptonu. Kapitan Smith je bil ob dogodku na ladijskem mostu. 
Harland & Wolff je moral začasno prekiniti opremljanje na Titanicu, da bi čim prej popravil ladjo Olympic in jo vrnil v službo. Februarja 1912, skoraj štiri mesece potem, ko so ladjo vrnili v službo, je Olympic izgubil lopatico na propelerju in znova je odplul v ladjedelnico na popravilo. Zaradi ponovne prekinitve opremljanja na Titanicu, sta se Harland & Wolff in družba White Star Line odločila, da krstno plovbo Titanica premestijo z 20. marca na 10. april 1912.

## RMS Titanic
Kljub prejšnjim Olympicovim nezgodam, je kapitan Smith vseeno ostal dober in izkušen kapitan in je bil pozvan, da poveljuje na naslednji ladji razreda Olympic, takrat ponovno največji na svetu - RMS Titanic, ki je 10. aprila 1912 odplul na svojo krstno plovbo iz Southamptona. Čeprav nekateri viri pravijo, da se je Smith po končani Titanicovi krstni plovbi odločil za upokojitev, so časopisi v Halifaxu objavili, da bo Smith na Titanicu poveljeval dokler družba White Star Line ne bo zgradila tretjo in zadnjo ter večjo, luksuznejšo ladjo - Britannic, na kateri je Smith tudi nameraval poveljevati. 
Smith se je 30. marca 1912 izkrcal z ladje Olympic ter poveljstvo ladje predal kapitanu Herbertu Haddocku. Naslednji dan je Smith odpotoval v Belfast, kjer se je vkrcal na ladjo RMS Titanic ter bil prisoten na ladji 2. aprila, ko je opravljala svoja testiranja na morju. Po končanih testiranjih je Titanic pod Smithovim poveljstvom izplul iz Belfasta ter odplul v Southampton kamor je prispel 4. aprila ponoči. Dan po prihodu se je Smith izkrcal z ladje ter odšel domov, kjer se je poslovil od žene in otrok, nato pa se je na dan odhoda, 10. aprila 1912 ob 7:00 uri zjutraj vkrcal nazaj na krov Titanica, da bi pregledal ladijsko posadko ter se pripravil na krstno plovbo. Ob izplutju iz pristanišča ob 12:00 je Titanic plul mimo ladje SS City of New York in pri tem povzročil take valove, da so se vrvi, ki so povezovale City of New York s pomolom, potrgale. Ladjo je nato odneslo proti Titanicu, pri tem pa je Smith na ladijskem mostu ukazal zaviti ostro v desno. Hitro ukrepanje kapitana Smitha je pomagalo preprečiti konec Titanicove krstne plovbe. 
Prvi štirje dnevi plovbe so minili brez incidentov, vendar so 14. aprila 1912 radijski operaterji Titanica prejeli šest sporočil z drugih ladij, ki so  opozarjala na ledene gore, ki so jih potniki na Titanicu začeli opažati popoldne. Čeprav so se zavedali nevarnosti ledu, so še vedno pluli s hitrostjo 22 vozlov. Ko se je kapitan Smith spomnil poročil, ko je leta 1907 nemški parnik SS Kronhpriz Wilhelm trčil v ledeno goro in si pri tem poškodoval premec čeprav je lahko dokončal pot, se je zamislil, da ledene gore za ladjo, ki je trikrat večja od nemškega parnika in hkrati tudi največja na svetu, ne predstavljajo nobene nevarnosti. 
Kmalu po 23:40 14. aprila, je prvi častnik William Murdoch obvestil kapitana Smitha, da je ladja ravno trčila v ledeno goro. Smith, konstruktor Thomas Andrews in Murdoch so si ogledali škodo v podpalubju in ugotovili, da je poplavljenih pet predelkov, Andrews pa je ocenil, da bo ladja potonila v dveh urah. Smith je izdal ukaz za evakuacijo, posadki ukazal pripraviti reševalne čolne in ladijskemu operaterju ukazal poslati SOS Signal.
Med evakuacijo je Smith naredil vse, kar je bilo v njegovi moči, da bi preprečil paniko in omogočil dostop do čolnov samo ženskam in otrokom. Kapitan Smith je bil izkušen mornar, ki je na morju delal 40 let in 27 let poveljeval na ladjah. Nesreča Titanica je bila prva kriza v njegovi karieri, ko je vedel, da tudi če bodo vsi čolni v celoti napolnjeni z ljudmi, bo na ladji ostala še približno polovica potnikov. Nekaj minut preden je voda dosegla palubo čolnov je Smith naredil zadnji obhod po palubi in posadki ukazal, naj vsak poskrbi zase. Nekaj minut zatem je ladja potonila. Smith je to noč umrl vključno z 1.503 ljudmi, njegovo truplo pa ni bilo nikoli odkrito. 

## Smrt
O Smithovi smrti je več mnenj. Nekateri preživeli potniki so povedali, da so videli Smitha, ko se je zaprl na ladijski most in tam ostal dokler ni na most skozi okna vdrla voda in se utopil v vodi. Drugi so povedali, da je Smith s seboj vzel pištolo in se na mostu ustrelil. New York Herald je v svoji izdaji 19. aprila 1912 gostil Roberta Williamsa Daniela, ki je skočil s krme tik preden je ladja potonila, v svoji izdaji 19. aprila 1912 pa je trdil, da je bil priča kapitanu Smithu, ki se je utapljal v ladji.  "Na mostu sem videl kapitana Smitha. Oči so se mi na videz priklepale nanj. Krov, s katerega sem skočil, je bil pod vodo. Voda se je počasi dvigala in je bila zdaj na tleh mostu. Potem je voda vdrla na most, kjer je bil kapitan Smith. Zatem ga nisem več videl. Umrl je, kot heroj" je povedal Daniel. 

## Spomin
Kip, ki ga je izklesala Kathleen Scott, je bil odkrit junija 1914 na zahodnem koncu muzejskih vrtov v parku Beacon v Lichfieldu. Podstavek je narejen iz kornitskega granita, slika pa bronasta. Za lokacijo spomenika je bil izbran Lichfield, ker je bil Smith staffordshire, Lichfield pa središče škofije. Kip je prvotno stal 740 funtov, dvignjen z lokalnimi in državnimi prispevki. 
Leta 2010 so v okviru programa "Parki za ljudi" kip obnovili. Leta 2011 so kip preselili v domači kraj kapitana Smitha v Hanley. Na kip so še namestili tablico z napisom: "Ta spomenik je posvečen v spomin na kapitana Edwarda Johna Smitha. Rojen v Hanleyu, 27. januarja 1850, umrl na morju, 15. aprila 1912". 
Kot član kraljeve mornarice je Smith nosil svoji dve glavni medalji, ki sta bili v njegovi uniformi: medaljo častnikov kraljeve mornarice in ladijsko medaljo.